# N206 (België)
De N206 is een gewestweg die in de Brusselse plaats Etterbeek een soort ring om de Vrije Universiteit Brussel vormt. De weg is ongeveer 2 kilometer lang.

## Traject
De N206 begint uit de R21, kruist de N210 en eindigt ten slotte weer aan de R21.

## Straatnamen
De N206 heeft de volgende straatnamen:
- Pleinlaan
- Triompflaan

## N206a
De N206a is een 170 meter lange route over de Fraiteurbrug in Elsene/Etterbeek. De brug gaat over spoorlijn 161 heen.